# تركي الشبانة
تركي بن عبد الله الشبانة (6 نوفمبر 1964) وزير الإعلام السعودي السابق منذ 27 ديسمبر 2018 وحتى 25 فبراير 2020، وكان يشغل منصب الرئيس التنفيذي لقطاع التلفزيون في مجموعة "روتانا".اختارته مجلة "فارايتي" الأمريكية ضمن أقوى 500 شخصية عاملة في الإعلام حول العالم.

## نشأته وتعليمه
وُلد تركي الشبانة في السادس من نوفمبر عام 1964 بمدينة الرياض، ودرس في مدارسها الابتدائية والثانوية، ثم التحق بكلية القانون في جامعة الملك سعود، في عام 1990، تخرج منها حائزاً على شهادة بكالوريوس في القانون
وسافر بعد ذلك إلى الولايات المتحدة الأمريكية، حيث التحق بالجامعة الأمريكية في واشنطن، في عام 1993،  وحصل فيها على شهادة ماجستير قانون دولي - تجارة.

## حياته الأسرية
شقيقه هو اللواء عبد الرحمن عبد الله الشبانة، تزوج في الرابع والعشرين من نوفمبر عام 2011 من ابنة الدكتور عبد الرحمن بن عبد الله العتيبي.

## مسيرته المهنية
- شغل تركي الشبانة منصب مسئول محطة “MBC”  في منطقة الولايات المتحدة الأمريكية عام 1996، كما شغل أيضًا منصب مساعد للمشرف العام على هذه المجموعة في مدينة لندن وذلك قبل أن تنتقل لمقر دبي المقر الحالي لها.[5]
- شغل منصب رئيس الإنتاج البرامجي والمشرف العام على مجموعة MBC  الإذاعية حتى السابع من يوليو 2002.[6]
- كان مشرفًا على انتاج العديد من البرامج المخلتفة والتي تم إنتاجها في مراكز المحطة بمدينة القاهرة وبيروت وكذلك عمان ومدينة الرياض
- في عام 2003، أسس وترأس شركة تاس للاستشارات الإعلامية، وفي نفس العام عمل مستشاراً خاصاً للأمير الوليد بن طلال وبقي حتى 2007.
- وفي 27 ديسمبر عام 2018، صدر قرار ملكي من الملك السعودي سلمان بن عبد العزيز آل سعود بتعيينه وزيراً للإعلام السعودي وشغل هذا المنصب حتى عام 2020.[7]

## مناصبه السابقة
- مؤسس ورئيس تاس للاستشارات الإعلامية.
- نائب الرئيس لقطاع البرامج والإنتاج في مجموعة إم بي سي 1988-2003
- المستشار الخاص ومدير التطوير والاستشارات للأمير الوليد بن طلال 2003 – 2007
- رئيس قنوات روتانا التلفزيونية 2007 [8]
- وزير الإعلام 2018-2020.

## مناصبه فيواشنطن
- 1995 - 2002
- الرئيس التنفيذي لمكتب مجموعة تليفزيون الشرق الأوسط (MBC) واشنطن - الولايات المتحدة الأمريكية[5]
- الرئيس التنفيذي للشبكة العربية الأمريكية (ANA) واشنطن - الولايات المتحدة الأمريكية
- نائب رئيس قطاع البرامج والإنتاج لمجموعة (MBC) في لندن / واشنطن / دبي / الرياض / بيروت / القاهرة[6]

- 1993 - 1995
- محامي تحت التدريب لشركة Winston & Strawn - واشنطن - الولايات المتحدة الأمريكية
- مدير تطويل الأعمال لوكالة يونايتد برس إنترناشيونال - واشنطن - الولايات المتحدة الأمريكية

## مناصبه في السعودية
- 2018 - 2020
- وزير الإعلام السعودي [7]

- 2007 - 2018
- الرئيس التنفيذي لقطاع التليفزيون والإنتاج السينمائي لمجموعة روتانا الإعلامية [6]

- 2003 – 2007
- المساعد التنفيذي لصاحب السمو الملكي الأمير الوليد بن طلال بن عبد العزيز لمجموعة روتانا[9]

## انجازاته
- مؤسس مهرجان "شبكة العرب الأمريكيين" بواشنطن وذلك في عام 1998م.[10]
- تأسيس تاس للاستشارات الإعلامية.[10]
- تحويل قناة روتانا الخليجية من قناة موسيقية إلى قناة منوعات.[10]

## انجازاته كوزيرًا للإعلام
- تدشين جمعية «مِداد» لرعاية الإعلاميين

أعلن الاستاذ تركي الشبانة عن تدشين الجمعية في فبراير من عام 2020، وأكد وقتها على أن الجمعية تأسست لترعى وتهتم بالإعلاميين بمختلف أطيافهم بالمؤسسات الرسمية والخاصة من مقروءة ومرئية ومسموعة.
- تدشين برنامج سكني للإعلاميين

قام تركي الشبانة في فبراير من عام 2020 بصفته وزيرًا للإعلام في وقتها، بتدشين برنامج سكني خاص بالإعلاميين بالاشتراك مع وزارة الإسكان.
- تدشين المنصة الإلكترونية للتسجيل المهني للإعلاميين

حيث شهدت فترة تواجده في الوزارة تدشين المنصة الإلكترونية والتي اتاحت الفرصة لكافة العاملين في المجال الإعلامي بمختلف أنواعه من الدخول والتسجيل من أجل الحصول على البطاقة المهنية التي وفرت لهم عددًا من الامتيازات.
- وزارة الإعلام تحقق المركز الأول في ترتيب الجهات الحكومية في مساهمتها في التحول الإلكتروني للخدمات الحكومية

في اثناء فترة تواجده كوزيرًا للإعلام حصلت الوزارة على المركز الأول في ترتيب الجهات الحكومية في مساهمتها في التحول الإلكتروني للخدمات الحكومية، من أصل 167 جهة حكومية.

## جوائز وتكريمات
- حفل تكريم مؤسسة الفكر العربي للشركاء الإعلاميين وشبكة قنوات “روتانا “

تسلم الأستاذ تركي الشبانه، الرئيس التنفيذي لشبكة قنوات "روتانا"، الدرع التقديري لقنواته من الأمير خالد الفيصل، وذلك بصفتها شريك إعلامي أساسي في الدورة الرابعة عشر للمؤسسة.
- تركي الشبانة في قائمة أقوى 500 شخصية إعلامية

اختارته مجلة «فارايتي» العالمية ضمن قائمة أقوى الشخصيات العاملة في الإعلام في العالم. وكشفت المجلة في قائمتها الجديدة عن 500 اسم يمثلون أقوى الشخصيات الدولية المؤثرة في المجال الإعلامي داخل بلادهم وحول العالم، وجاء من بينهم الشبانة إلى ستيف بيرك الرئيس التنفيذي لشبكة «إن بي سي يونيفرسال»، وإيدي كيو نائب رئيس شركة Apple، وجاك دورسي الرئيس التنفيذي لموقع تويتر.
- جائزة أفضل حملة إبداعية لحج 1439هـ

في عام 2019 تسلم معالي الأستاذ تركي بن عبدالله الشبانة بصفته وزيرًا للإعلام، جائزة معهد خادم الحرمين الشريفين لأبحاث الحج والعمرة لأفضل حملة إعلامية إبداعية لموسم حج 1439هـ، التي فاز بها مركز التواصل الحكومي في الوزارة.